# Óscar Pujol
Pujol  Muñoz est un nom espagnol. Le premier nom de famille, en général paternel, est Pujol ; le second, en général maternel, souvent omis, est Muñoz.
Pour les articles homonymes, voir Pujol.
Óscar Pujol Muñoz, né le 16 octobre 1983 à Terrassa, est un coureur cycliste espagnol.

## Biographie
Óscar Pujol devient coureur professionnel en 2008 dans l'équipe espagnole Burgos Monumental. Il est recruté l'année suivante par l'équipe continentale professionnelle Cervélo Test Team. Il y reste deux ans, et participe avec elle au Tour d'Espagne 2010. 
En 2011, il rejoint l'équipe belge Omega Pharma-Lotto, dotée du statut de ProTeam. À la fin de cette saison, cette équipe est dissoute en raison de la séparation des deux sponsors, le premier rejoignant Quick Step et le second formant la nouvelle équipe Lotto-Belisol. 
Par conséquent, bien qu'ayant signé un contrat portant sur les années 2011 et 2012, Óscar Pujol se retrouve sans équipe pour la saison 2012. Au début du mois d'avril, il est engagé par l'équipe continentale iranienne Azad University Cross, avec laquelle il entre en contact par l'intermédiaire du coureur malaisien Ng Yong Li, rencontré lors d'un Tour de Langkawi et membre de cette équipe. 
Membre de l'équipe taïwanaise RTS Racing depuis le début d'année 2013, il décide de s'engager en juin avec la formation indonésienne Polygon Sweet Nice[réf. souhaitée]. 
Officiant dans des équipes asiatiques depuis 2012, il s'engage pour la saison 2014 en faveur de l'équipe émiratie Skydive Dubai et fait ses débuts sous ses nouvelles couleurs à l'occasion du Tour du Qatar.
De 2015 à 2018, il court au sein de l'équipe japonaise Ukyo. Il remporte de nombreuses victoires sur le circuit asiatique, dont le Tour du Japon en 2016 et 2017. Il annonce mettre un terme à sa carrière à l'issue de la Japan Cup en octobre 2018.

## Palmarès sur route
- 2006
  - 1re étape de la Vuelta a la Montaña Central de Asturias
  - 3e étape du Tour de Cantabrie
  - 1re et 4e étapes du Tour de Salamanque
  - 2e de la Vuelta a la Montaña Central de Asturias
  - 2e du Tour de Cantabrie
  - 3e du Tour de Salamanque
- 2007
  - Adziondo Klasica
  - Lazkaoko Proba
  - 4e étape du Tour de Navarre
  - 2e étape de la Bizkaiko Bira (es)
  - Premio San Pedro
  - 2e du Grand Prix Macario
  - 2e du Dorletako Ama Saria
  - 3e de la Route de l'Atlantique
  - 3e de la Prueba Loinaz
- 2012
  - Tour de Singkarak :
    - Classement général
    - 3e étape

  - 2e du Tour de l'Ijen
- 2014
  - 5e étape du Tour de Singkarak
- 2016
  - Tour du Japon :
    - Classement général
    - 6e étape

  - Tour de Kumano :
    - Classement général
    - 2e étape

  - Taiwan KOM Challenge
- 2017
  - Tour du Japon :
    - Classement général
    - 6e étape

  - 2e du Tour de Kumano
  - 2e du Taiwan KOM Challenge

## Résultats sur les grands tours

### Tour d'Espagne
1 participation
- 2010 : 66e

## Classements mondiaux
| Année                                 | 2008 | 2009 | 2010 | 2011 | 2012 | 2013 | 2014 | 2015 | 2016 | 2017 | 2018  |
| ------------------------------------- | ---- | ---- | ---- | ---- | ---- | ---- | ---- | ---- | ---- | ---- | ----- |
| Classement mondial                    |      |      |      |      |      |      |      |      | 253e | 317e | 1391e |
| UCI Europe Tour                       | 628e | nc   | nc   |      | nc   | nc   | nc   | nc   | nc   | 669e | nc    |
| UCI Asia Tour                         | nc   | nc   | nc   |      | 37e  | 59e  | 224e | nc   | 12e  | 24e  | 205e  |
| UCI America Tour                      | nc   | nc   | 299e |      | nc   | nc   | nc   | nc   | nc   | nc   | nc    |
|                                       |      |      |      |      |      |      |      |      |      |      |       |
| Légende : nc = non classéSource : UCI |      |      |      |      |      |      |      |      |      |      |       |

## Palmarès en cyclo-cross
- 2013-2014
  - Championnat de Castille-et-León de cyclo-cross
  - Championnat de Madrid de cyclo-cross